# Alpine Alpenglow
El Alpine Alpenglow es un concept car propulsado por hidrógeno del fabricante francés Automobiles Alpine, presentado en octubre de 2022.

## Descripción general

### Presentación
El Alpenglow fue anunciado por el fabricante de automóviles el 13 de octubre de 2022 a través de una imagen en la web. Luego se presentó el 17 de octubre en el Salón del Automóvil de París de 2022.
Fue vinculado al proyecto de Alpine para competir en las 24 Horas de Le Mans.

### Tren motriz
El Alpenglow tiene un motor V8 que funciona con una pila de combustible de hidrógeno diseñado por la empresa británica Gibson Technology. Este bloque desarrolla una potencia de 880 CV.[cita requerida]

### Galería

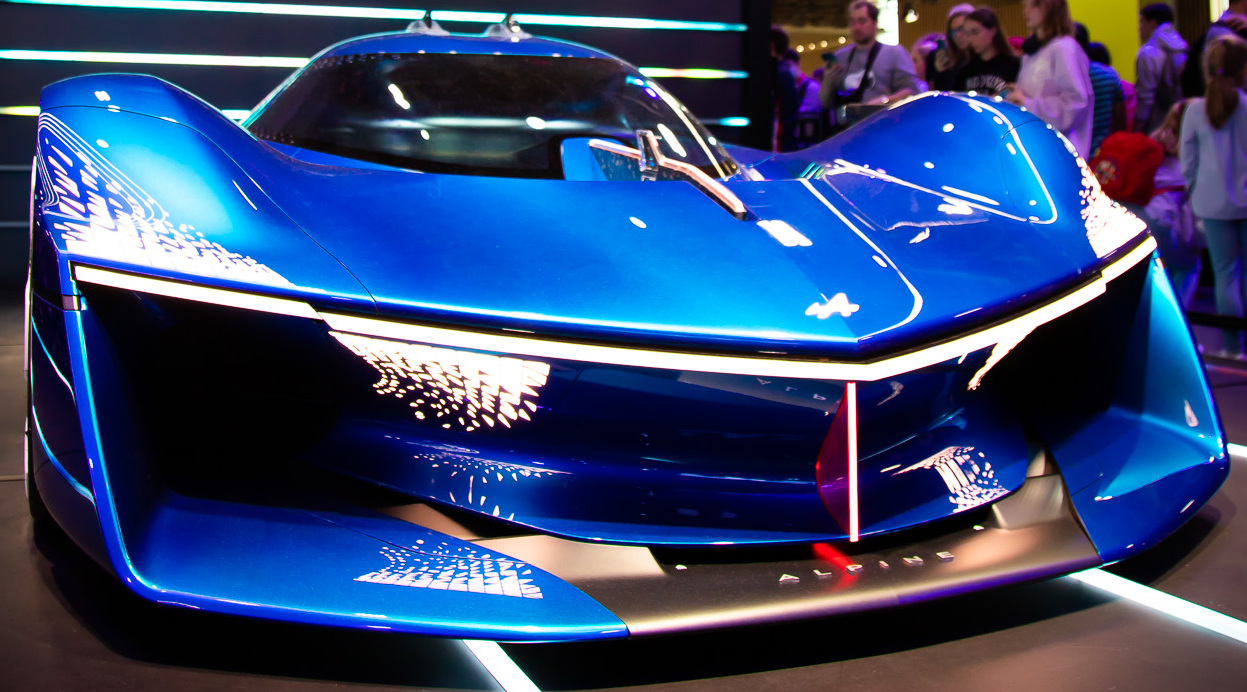
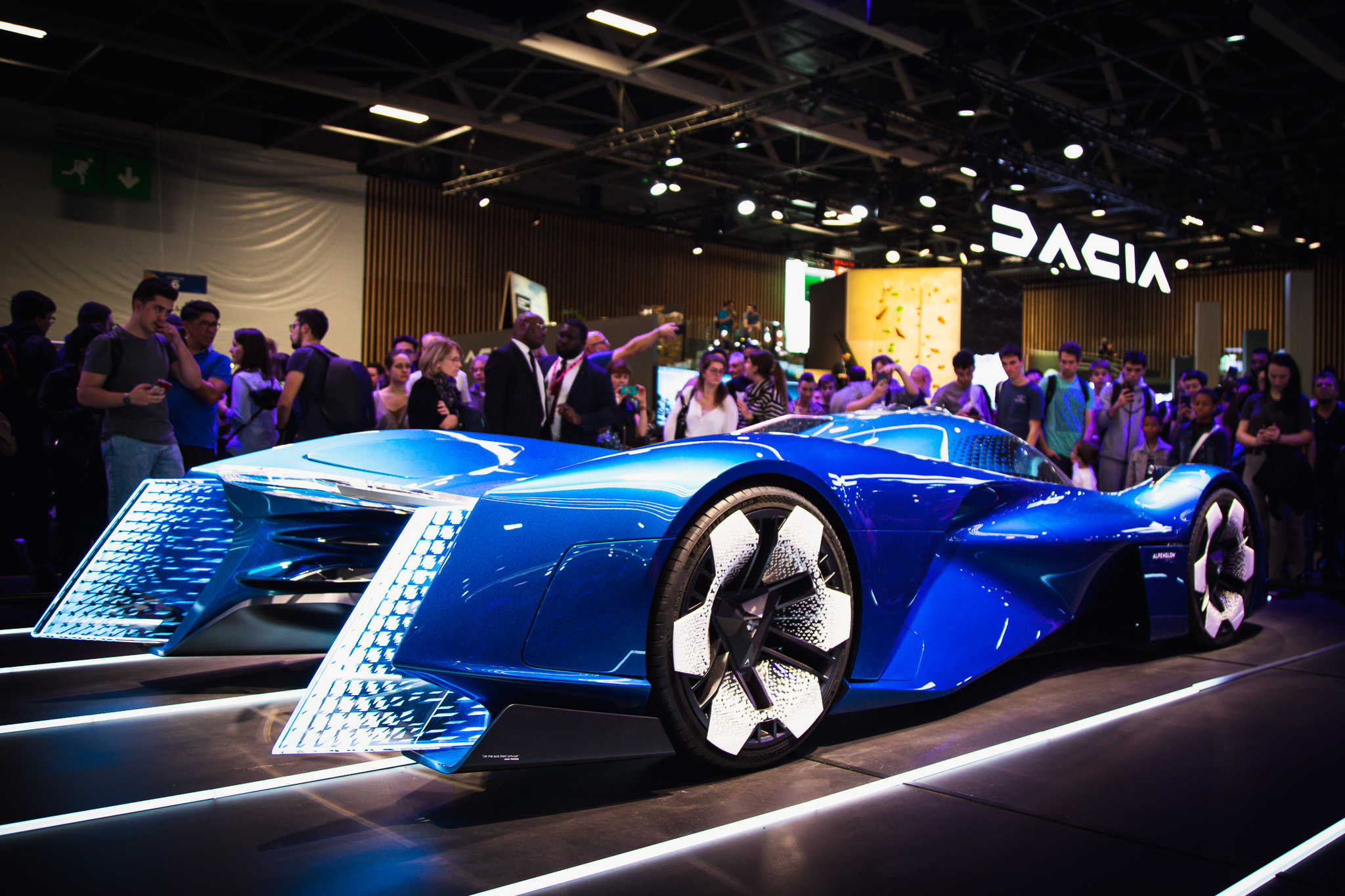
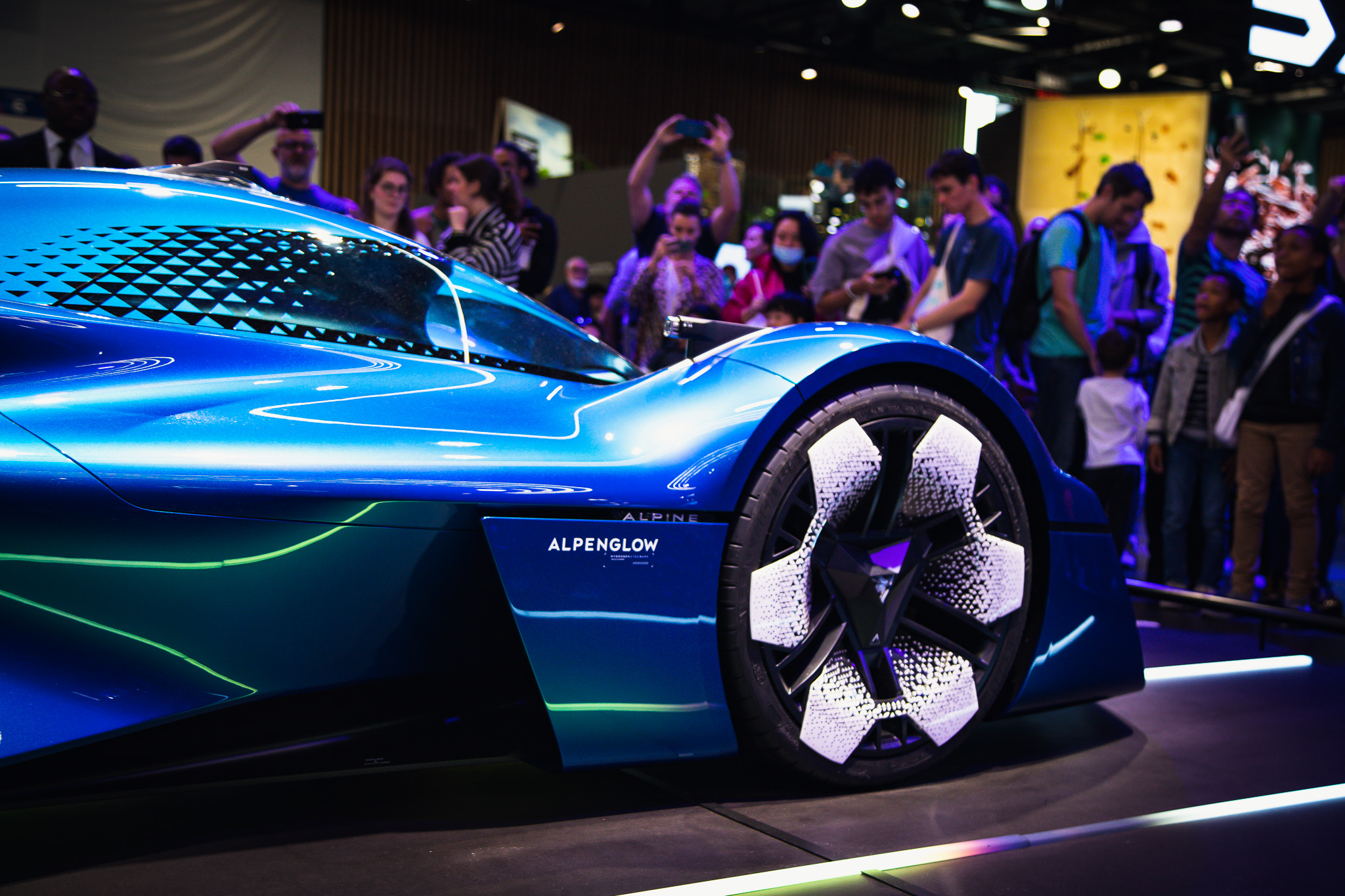

- Vista frontal
- Vista trasera
- Vista de la rueda